# Chlorogalum
Chlorogalum is een geslacht uit de aspergefamilie. De soorten komt voor in het westen van de Verenigde Staten.

## Soorten
- Chlorogalum angustifolium
- Chlorogalum grandiflorum
- Chlorogalum parviflorum
- Chlorogalum pomeridianum
- Chlorogalum purpureum